# フェッラーニア
フェッラーニア（イタリア語: Ferrania ）は、写真機および写真フィルム等の感光材料の製造に始まったイタリアの企業であり、ブランド名である。日本では、フェラニアという表記もみられる。
1964年 - 1999年の35年間、米国の企業スリーエムの傘下にあったが、フェッラーニアテクノロジーズ株式会社（イタリア語: Ferrania Technologies S.p.A.）として再独立した。

## 略歴
- 1923年 - 創業。
- 1938年 - 社名を「フェッラーニア」と改めた。
- 1947年 - カラーフィルムを映画市場に導入。
- 1964年 - 3Mが買収。
- 1996年 - 3Mからイメーションに含まれる形でスピンオフ。
- 1999年 - シュローダー・ヴェンチャーズ（英語版）が買収、企業体「フェッラーニアテクノロジーズ」として再組織。

## 概要

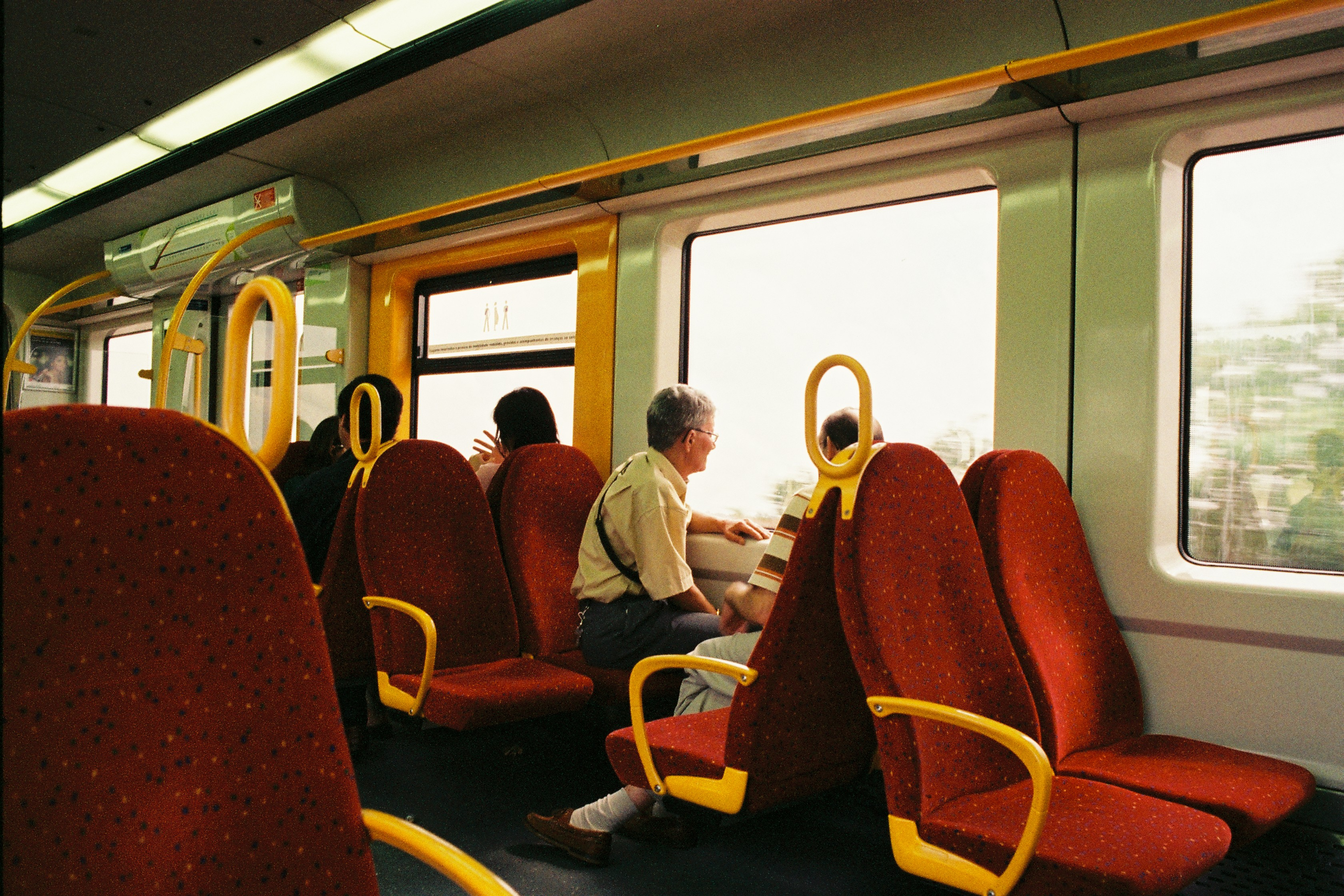
カラーネガフィルムソラリスで撮影した写真。

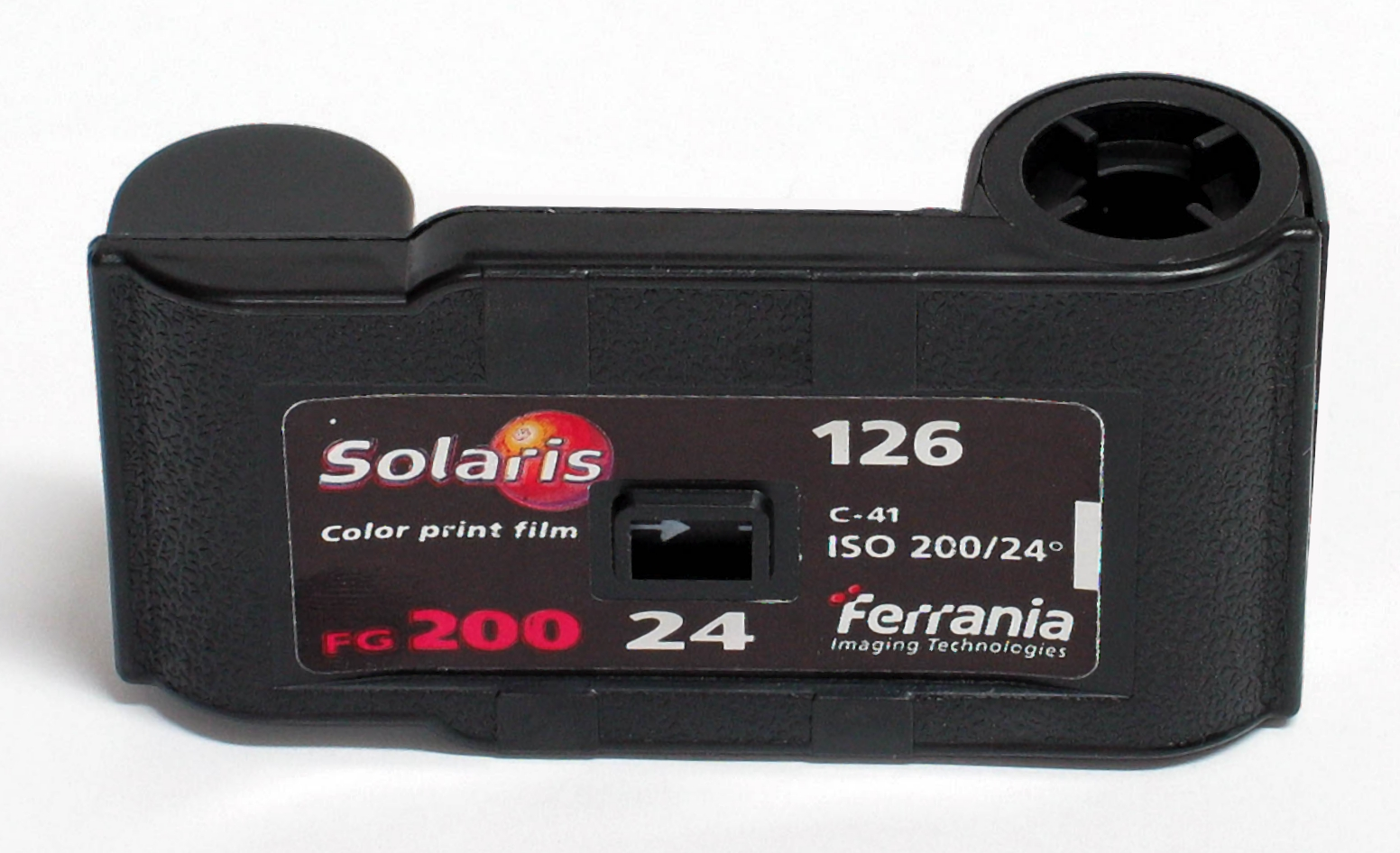
ソラリスFGプラス200/126（126フィルム、生産終了）。

1915年、カイロ・モンテノッテのフェッラーニア地区にソチエタ・イタリアーナ・プロドッティ・エスプロデンティの工場が建設され、そこでニトロセルロース混合物が製造され始めたことが、同社の前史として存在する。1923年（大正12年）創業時の事業は、写真フィルム、印画紙、写真材料・器具の製造であった。
1938年、社名を「フェッラーニア」と改称する。
第二次世界大戦後の1947年、同社がカラーフィルム「フェッラーニアカラー」（英語: Ferraniacolor ）をイタリア映画界に導入する。映画用フィルムの世界では、同社のパンクロマティックフィルムである「フェッラーニアP30」で撮影された映画『ふたりの女』（監督ヴィットリオ・デ・シーカ、1960年）が、1962年の第34回アカデミー賞でアカデミー主演女優賞（ソフィア・ローレン）を受賞している。
1964年米国の国際的大企業スリーエムが、同国のダイナカラーとともに同社を買収した。これを機にイタリア国内だけでなくヨーロッパ市場（1967年）、北米市場（1972年）に進出した。1996年スリーエムがイメーション事業部（フェッラーニアの事業所、営業権を含む）をスピンオフ、イメーションとして分社化した。
1999年にはシュローダー・ヴェンチャーズ（ペルミラ）が買収し、「フェッラーニアテクノロジーズ」として独立会社化した。2000年同社は写真フィルムを製造し、プライベートブランドだけでなく、「ソラリス」（イタリア語: Solaris ）ブランドの名の下に販売した。
その後メッシナグループ（イニャツィオ・メッシナ商会）が買収した。
1999年にコダックが生産終了した「コダックインスタマチック」のためのフィルム、「126フィルム」を製造販売する最後の企業であったが、2007年初頭に同社も生産を終了した。
2008年7月同社社長は同社の労働組合に対し同年12月にはカラーフィルムの生産を中止すると発表した。翌2009年3月同社のカスタマーサーヴィスは、「ISO200」と「ISO400」の2種類の「135フィルム」のみを生産すると明言した。
インクジェットメディアやX線フィルム、デジタルヘルスイメージング機器、グラフィックアート材料、特殊プラスチックも製造している。同社はイメージング産業以外の商機を探って、メッシナグループ傘下で苦戦しながらも、建設重機、鋼材加工、およびビジネス・サービス業にも進出した。
2012年4月現在、同社は、創業以来の「フェッラーニアサイト」と、米国オクラホマ州ウェザーフォードの「ウェザーフォードサイト」の2か所を拠点に経営を行なっている。
日本では、同年4月現在、株式会社FUUVI（東京都渋谷区、2006年10月設立）が輸入業務を行い、「フェッラーニアソラリス」ブランドのフィルムやデジタルカメラを扱っている。

## カメラ製品一覧

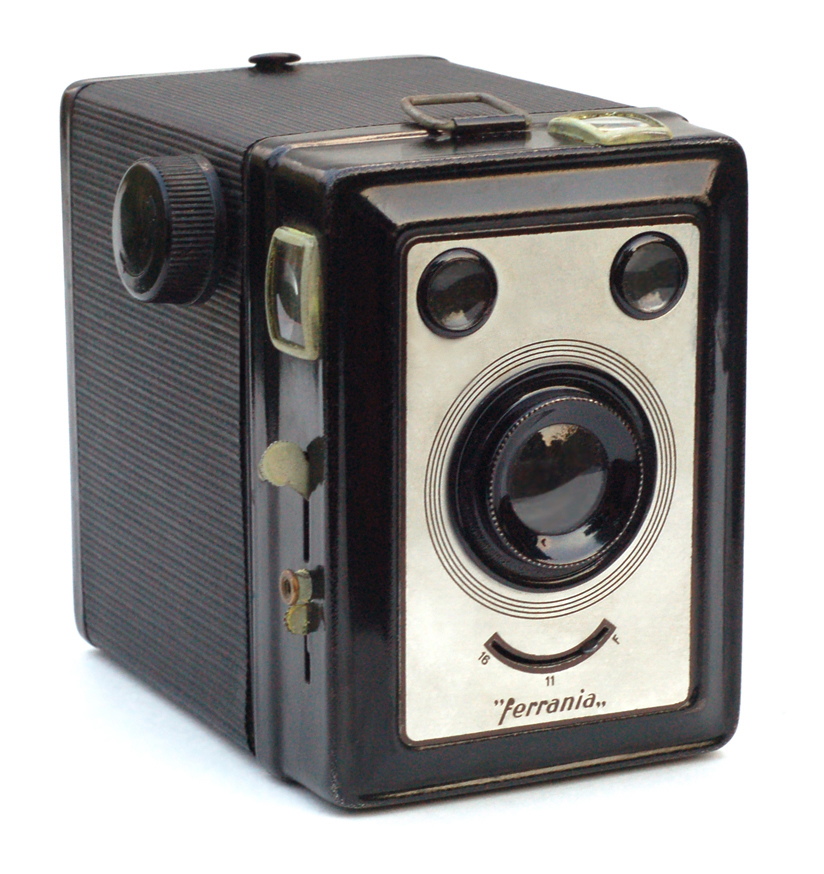
フェッラーニアゼータデュプレックス（生産終了）。

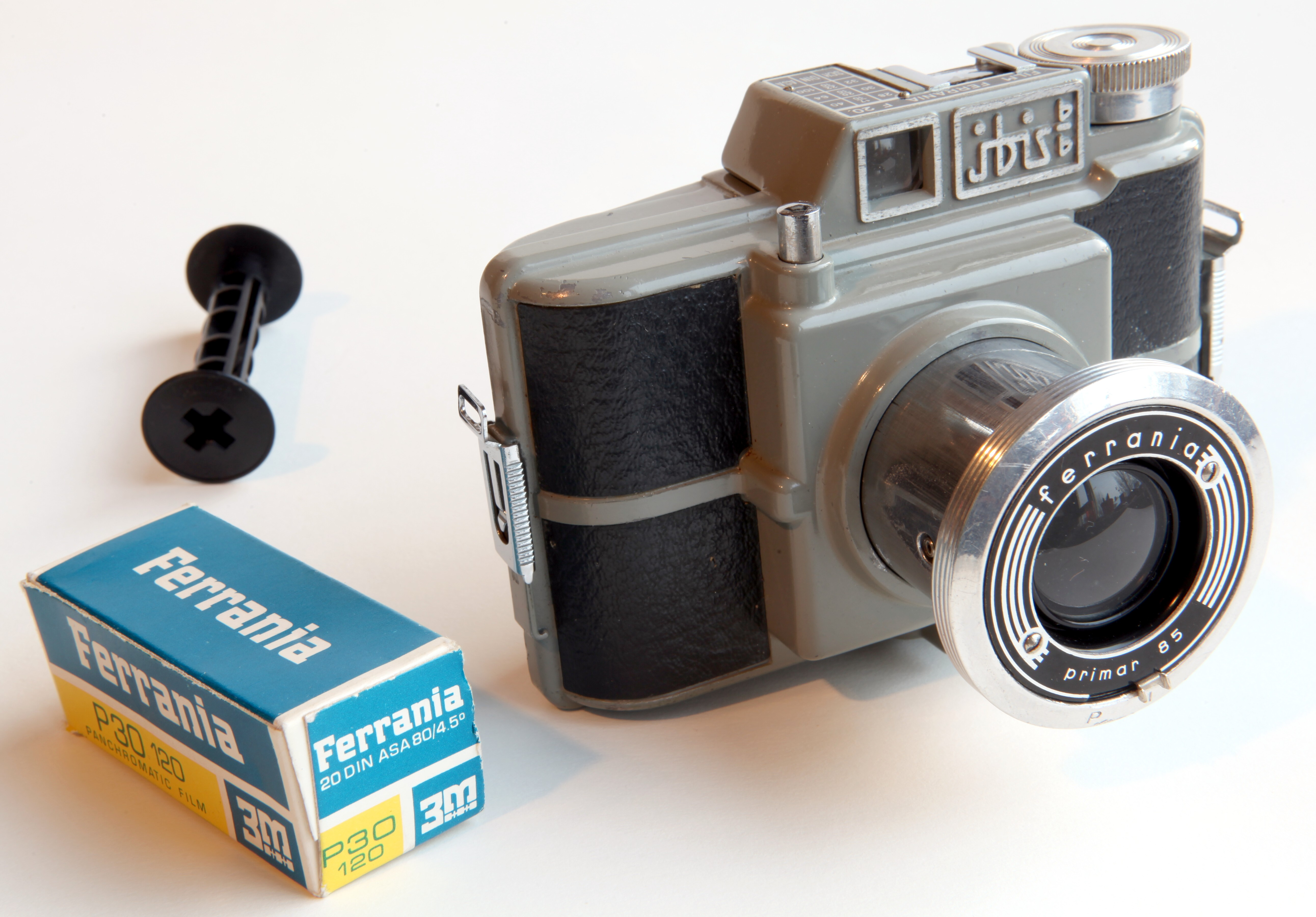
写真機フェッラーニアイビス66と120フィルムフェッラーニア3M P30/120（いずれも生産終了）。

### 120フィルム使用カメラ
- フェッラーニアフィルマ - 6×9cm判。
- フェッラーニアベータ（1946年発売） - 6×6cm判。
- フェッラーニアゼータデュプレックス（1945年発売） - 6×4.5cm判、6×9cm判ボックスカメラ。
- フェッラーニアゼータデュプレックス2（1946年発売）
- フェッラーニアエリオフレックス（1950年発売） - 6×6cm判。一見二眼レフカメラに見えるがピント合わせは目測で実質ボックスカメラ。
- フェッラーニアイビス66（1955年発売） - 6×6cm判。
- フェッラーニアアストル（1956年発売）
- フェッラーニアエリオフレックス2（1956年発売） - 6×6cm判。一見二眼レフカメラに見えるがピント合わせは目測で実質ボックスカメラ。
- フェッラーニアエウラ（1959年発売） - 6×6cm判。

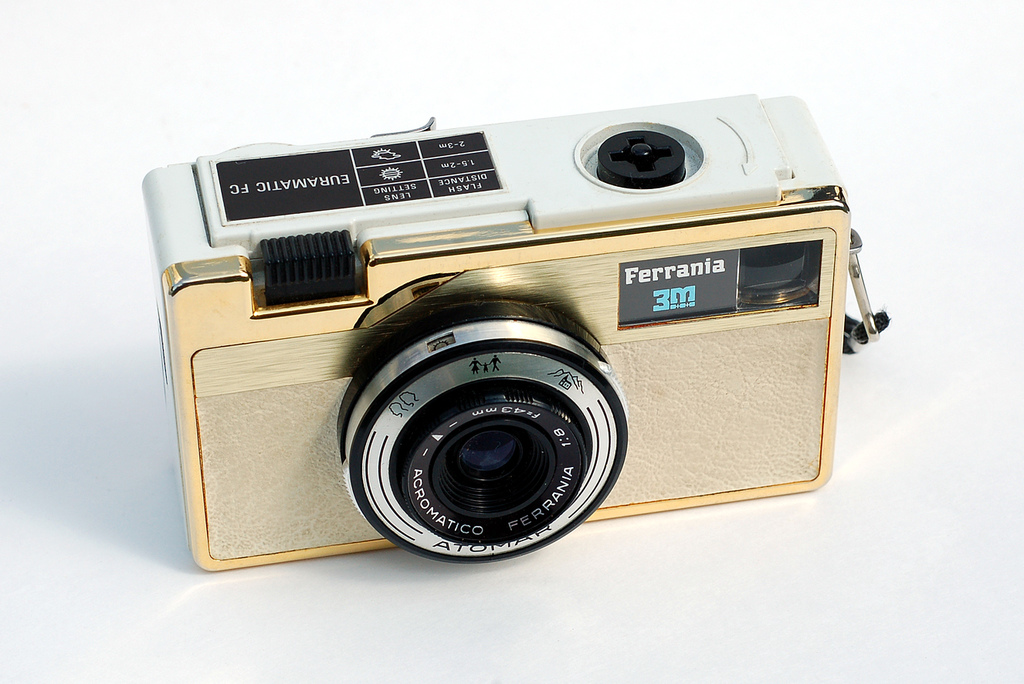
フェッラーニア3MエウラマティックFC（126フィルム使用、生産終了）。

### 126フィルム使用カメラ
- フェッラーニア3MエウラマティックFC（1964年発売）
- フェッラーニア3M1020（1965年発売）
- フェッラーニアヴェラマティック（1968年発売）
- フェッラーニア3Mオートマティック1036（1970年発売）
- フェッラーニア3M1073X（1975年発売） - 香港製。

### 127フィルム使用カメラ
- フェッラーニアフィルマ - 4×6.5cm（ベスト）判。
- フェッラーニアアルファ（1945年発売） - 4×6.5cm（ベスト）判。
- フェッラーニアデルタ（1947年発売）
- フェッラーニアロンディーネ（Ferrania Rondine 、1948年発売） - 4×6.5cm（ベスト）判。
- フェッラーニアイビス（1953年発売） - 4×6cm判。
- フェッラーニアイビス34（1953年発売） - 4×3cm（ベスト半裁）判。
- フェッラーニアタニット（1955年発売） - 4×3cm（ベスト半裁）判。
- フェッラーニアイビス44（1956年発売） - 4×4cm判。
- フェッラーニアエウラルックス34（1961年発売） - 4×3cm（ベスト半裁）判。
- フェッラーニアエウラルックス44（1961年発売） - 4×4cm判。

### 135フィルム使用カメラ
- フェッラーニアコンドール（1947年発売） - 24×36mm（ライカ）判。
- フェッラーニアコンドールI（1950年発売） - 24×36mm（ライカ）判。
- フェッラーニアコンドールジュニオル（1950年発売） - 24×36mm（ライカ）判。
- フェッラーニアコンドレッタ（1952年発売） - 24×36mm（ライカ）判。
- フェッラーニアコンドールII（1953年発売） - 24×36mm（ライカ）判。
- フェッラーニアコンドールIc（1956年発売） - 24×36mm（ライカ）判。
- フェッラーニアエレクタ2（1960年発売） - 24×36mm（ライカ）判。
- フェッラーニアリンチェ（1960年発売） - 24×36mm（ライカ）判。
- フェッラーニアリンチェ2（1961年発売） - 24×36mm（ライカ）判。
- フェッラーニアリンチェ3（1962年発売） - 24×36mm（ライカ）判。
- フェッラーニアリンチェ3S（1962年発売）
- フェッラーニアリンチェスーペルマティック（1962年発売）
- フェッラーニアリンチェスーペル（1963年発売） - 24×36mm（ライカ）判。
- フェッラーニアリンチェスーペルT（1963年発売）
- フェッラーニアゼフィール2（1970年発売）

### ラピッドフィルム使用カメラ
- フェッラーニアエウララピッド（1960年代発売）
- フェッラーニアリンチェラピッド（1965年発売）

## フィルム製品一覧
- フェッラーニアパンクロC6 - 白黒パンクロマティックネガフィルム（生産終了）
- フェッラーニアパンクロC7 - 白黒パンクロマティックネガフィルム（生産終了）
- フェッラーニアP30 - 白黒パンクロマティックネガフィルム、ISO 80 / DIN 20（生産終了）
- フェッラーニアP36 - 白黒パンクロマティックネガフィルム、ISO 320（生産終了）
- フェッラーニアカラー - カラーネガフィルム（生産終了）
- ソラリスFGプラス100 - 135フィルム用カラーネガフィルム、ISO 100、36枚撮
- ソラリスFGプラス200 - カラーネガフィルム、ISO 200、126フィルム24枚撮・APS24枚撮（生産終了）
- ソラリスFGプラス400 - 135フィルム用カラーネガフィルム、ISO 400、36枚撮
- ソラリスFGプラス800 - 135フィルム用カラーネガフィルム、ISO 400、36枚撮（生産終了）

## おもな映画
製作、あるいはポストプロダクションとしてクレジットされている映画作品のおもな一覧である。
- 『白い船』 La nave bianca : 監督フランコ・デ・ロベルティス（イタリア語版） / ロベルト・ロッセリーニ、1941年 - ネガフィルム「フェッラーニアパンクロC6」使用[4]
- 『修道院のパルチザン』 Un garibaldino al convento : 監督ヴィットリオ・デ・シーカ、1942年 - ネガフィルム「フェッラーニアパンクロC6」使用[4]
- 『悲劇の夜』 Tragica notte : 監督マリオ・ソルダーティ、1942年 - ネガフィルム「フェッラーニアパンクロC6」使用[4]
- 『金持を追放せよ』 Abbasso la ricchezza! : 監督ジェンナロ・リゲッリ（英語版）、1946年 - ネガフィルム「フェッラーニアパンクロC6」使用[4]
- 『噴火山の女』 Vulcano : 監督ウィリアム・ディターレ、1950年 - ネガフィルム「フェッラーニアパンクロC6」使用およびネガ編集[4]
- 『オリーヴの下に平和はない』 Non c'è pace tra gli ulivi : 監督ジュゼッペ・デ・サンティス、1950年 - ネガフィルム「フェッラーニアパンクロC7」使用[5]
- 『天然色のトト』Totò a colori : 監督ステーノ、1952年 - ネガフィルム「フェッラーニアカラー」使用
- 『アイーダ』 Aida : 監督クレメンテ・フラカッシ（英語版）、1953年 - ネガフィルム「フェッラーニアカラー」使用
- 『帰れ!』Torna! : 監督ラファエッロ・マタラッツォ（英語版）、1953年 - ネガフィルム「フェッラーニアカラー」使用
- 『画廊があるから』Ci troviamo in galleria : 監督マウロ・ボロニーニ、1953年 - ネガフィルム「フェッラーニアカラー」使用
- 『アレグロ戦隊』Allegro squadrone : 監督パオロ・モッファ（英語版）、1954年 - ネガフィルム「フェッラーニアカラー」使用
- 『グラン・ヴァリエータ』Gran varietà : 監督ドメニコ・パオレッラ（イタリア語版）、1954年 - ネガフィルム「フェッラーニアカラー」使用
- 『貧困と貴族』Miseria e nobiltà : 監督マリオ・マットーリ（英語版）、1954年 - ネガフィルム「フェッラーニアカラー」使用
- 『結婚式』Il matrimonio : 監督アントニオ・ペトルッチ、1954年 - ネガフィルム「フェッラーニアカラー」使用
- 『大いなる希望』La grande speranza : 監督ドゥイリオ・コレッティ（英語版）、1954年 - ネガフィルム「フェッラーニアカラー」使用
- 『恋愛時代』Giorni d'amore : 監督ジュゼッペ・デ・サンティス、1954年 - ネガフィルム「フェッラーニアカラー」使用
- 『テオドラ』Teodora : 監督リッカルド・フレーダ、1954年 - ネガフィルム「フェッラーニアカラー」使用
- 『ピカソ この天才を見よ』Picasso : 監督ルチアーノ・エンメル、1954年 - ネガフィルム「フェッラーニアカラー」使用
- 『海岸』La spiaggia : 監督アルベルト・ラットゥアーダ、1954年 - ネガフィルム「フェッラーニアカラー」使用
- 『カルタゴの女奴隷』 Le schiave di Cartagine : 監督グイド・ブリニョーネ、1956年 - ネガフィルム「フェッラーニアカラー」使用
- 『青い大きな海』 La grande strada azzurra : 監督ジッロ・ポンテコルヴォ、1957年 - ネガフィルム「フェッラーニアカラー」使用
- 『大遠征軍』La Gerusalemme liberata : 監督カルロ・ルドヴィコ・ブラガリア（英語版）、1957年 - ネガフィルム「フェッラーニアカラー」使用
- 『ヴァレンティノ』 Valentino : 監督アントニオ・ボルゲージ（英語版）、1958年 - 製作[6]
- 『海賊黒鷹』 Il pirata dello sparviero nero : 監督セルジオ・グリエコ（英語版）、1958年 - ネガフィルム「フェッラーニアカラー」使用
- 『ジャガーの友人』 L'amico del giaguaro : 監督ジュゼッペ・ベンナーティ（英語版）、1959年 - ネガフィルム「フェッラーニアパンクロC7」使用[5]
- 『鉄腕ゴライアス 蛮族の恐怖』 Il terrore dei barbari : 監督カルロ・カンポガリアーニ、1959年 - ネガフィルム「フェッラーニアカラー」使用
- 『裸女と海賊』 La scimitarra del Saraceno : 監督ピエロ・ピエロッティ（英語版）、1959年 - ネガフィルム「フェッラーニアカラー」使用
- 『ふたりの女』 : 監督ヴィットリオ・デ・シーカ、1960年 - ネガフィルム「フェッラーニアP30」使用[1]

## デジタルフェッラーニア
2012年3月現在、公式ウェブサイト（ ferrania.it ）には、デジタルフェッラーニア株式会社（イタリア語: Digital Ferrania S.p.A.）と明記されており、所在地や電話番号、メールアドレスなどが書かれた1枚構造で、現在の事業内容等が不明である。